# Danmarks U/17-kvindefodboldlandshold
Danmarks U/17-kvindefodboldlandshold eller U/17-landsholdet er et hold under Dansk Boldspil-Union (DBU), udvalgt blandt alle danske kvindelige fodboldspillere under 17 år, til at repræsentere Danmark i internationale U/17-fodboldturneringer arrangeret af FIFA og UEFA samt i venskabskampe mod andre nationale fodboldforbunds udvalgte U/17 hold.